# Centisegundo
Esta unidad de tiempo equivale a una centésima de segundo (1x10-2 s).
Carece de abreviación, se emplea el símbolo cs.
Los cronómetros comunes pueden medir los centisegundos transcurridos.

## Equivalencias de otras unidades de tiempo en centisegundos
- Un segundo son 100 centisegundos
- Un minuto son 6000 centisegundos
- Una hora son 360 000 centisegundos
- Un día son 8 640 000 centisegundos
- Una semana son 60 480 000 centisegundos
- Un mes son 267 840 000 centisegundos
- Un año 3 153 600 000 centisegundos
- Un siglo 315 360 000 000 centisegundos
- Un milenio equivale a 3 153 600 000 000 centisegundos

- Datos: Q3249364